# Haubenvireo
Der Haubenvireo (Erpornis zantholeuca) ist ein Singvogel, der im Himalaya, im festländischen Südostasien, in Südchina, auf Taiwan, im nordwestlichen Sumatra und auf Borneo vorkommt.

## Merkmale
Haubenvireos sind kleine Vögel die eine Länge von 11 bis 13 cm und ein Gewicht von 8 bis 17 g erreichen. Ihr Rücken und die Flügel sind gelblich-grün, Wangen, Brust und Bauch sind weißlich bis hellgrau. Der Schnabel ist schlank, die weißlich bis rosa-grau gefärbten Beine sind kurz und zierlich. Der rosafarbene Schwanz ist kurz und am Ende eckig. Die Iris ist grau, kastanienfarben, rubinrot oder dunkelbraun. Namensgebend ist die kurze, gelblich-grüne Federhaube. Männchen und Weibchen unterscheiden sich kaum. Bei Jungvögeln ist die Färbung schlichter und die Rückenseite zeigt einen leicht bräunlichen Einschlag.

## Unterarten und Verbreitung
Es werden fünf Unterarten anerkannt:
- Erpornis zantholeuca zantholeuca; zentraler und östlicher Himalaja bis Myanmar, Thailand, Indochina, Malaiische Halbinsel, Yunnan.
- Erpornis zantholeuca tyrannulus; südöstliches China bis nordöstliches Thailand und nördliches Indochina, Taiwan; oben grüner und unten grauer als die Nominatform.
- Erpornis zantholeuca canescens; südöstliches Thailand und westliches Kambodscha; Federhaube und Rücken mit einem leicht grauen Einschlag.
- Erpornis zantholeuca saani; nordwestliches Sumatra; wie E. z. canescens aber mehr grünliche nicht so stark gelbliche Rückenseite und dunklere Federhaube.
- Erpornis zantholeuca brunnescens; Borneo; wie E. z. canescens aber stumpfere leicht bräunliche Färbung.

## Lebensraum und Lebensweise

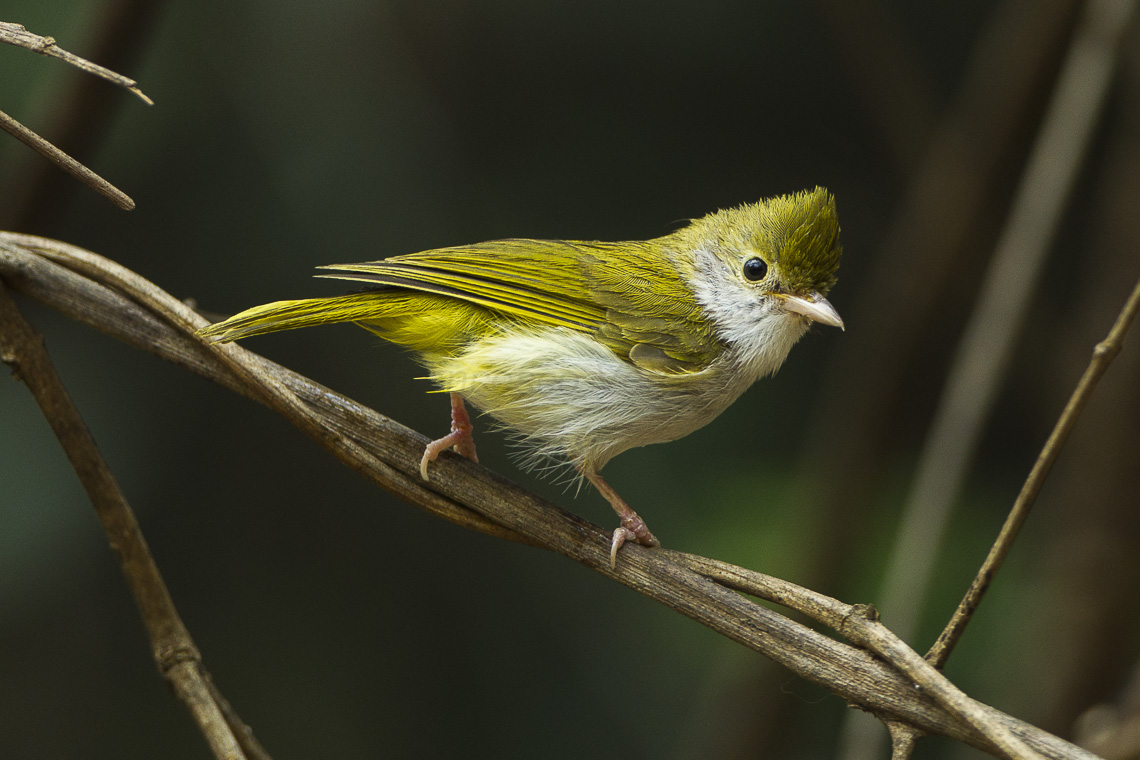
Haubenvireo

Haubenvireos kommen in immergrünen Laubwäldern, Sekundärwäldern, selektiv abgeholzten Wäldern, lichten Laubwäldern, Mischwäldern mit Laub- und Nadelbäumen, Nebelwäldern, Bambusdickichten und auf Hochlandheiden in Höhen von 180 bis 2300, selten bis 2400 Metern vor. Einmal wurde in Bhutan ein Exemplar in einer Höhe von 3650 Metern gesehen, auf Taiwan werden regulär Höhen bis 3300 Meter besiedelt. Der Haubenvireo ist normalerweise ein Standvogel und zieht nur in geringem Umfang. Auf Taiwan werden höhere Regionen nur nach der Brutzeit besucht. Haubenvireos ernähren sich von kleinen Heuschrecken und anderen Insekten und deren Larven, vor allem von kleinen Raupen. Außerdem werden Beeren, kleine weiche Feigen, Nektar und Samen gefressen. Bei der Nahrungssuche hängen sie oft kopfüber wie Meisen. Der Haubenvireo ist nicht besonders gesellig und ganzjährig einzeln anzutreffen, aber auch paarweise oder in kleinen Gruppen und oft in gemischten Schwärmen mit Grasmücken und anderen kleinen Vögeln.
Haubenvireos singen mit einem kurzen, hohen, absteigenden Triller, „si'i'i'i'i'i“, oder einem ansteigenden und fallenden „ss ss ss se se se se“, oder einem nur ansteigenden schnellem getrillertem „chechecheche“. Typische Rufe sind laute, mürrische, nasale „nher-nher“- oder „jeeer-jeeer-jeeer“-Töne, durchsetzt mit zwitschernden Noten und trockenem Trillern.
Die Vögel brüten auf dem indischen Subkontinent von März bis Juni und in Südostasien von Januar bis August. Das Nest wird von beiden Geschlechtern gebaut und ist eine kleine, tiefe Mulde. Es besteht aus feinen Grashalmen, Moos, Würzelchen, kleinen trockenen Blättern, fein zerkleinerten Pflanzenfasern und wird manchmal mit Spinnweben verstärkt. Es befindet sich in der Regel zwischen horizontalen Zweigen von Bäumen, Bambus oder Sträuchern in einer Höhe von einem halben bis zwei Meter über dem Boden (manchmal bis zu 5,5 m). Das Gelege besteht aus 2 bis 3 weißen, cremeweißen oder schwach rosafarbenen Eiern, die mit blass rosaroten oder blass rotbraunen und Sprenkeln und Flecken gemustert sind.

## Systematik
Der Haubenvireo wurde 1844 durch den englischen Ornithologen Edward Blyth erstmals wissenschaftlich beschrieben. Im gleichen Jahr führte der britische Naturforscher Brian Houghton Hodgson für die Art die Gattung Erpornis ein, die seitdem monotypisch geblieben ist. Sie gehörte wegen ihrer äußeren Ähnlichkeit lange Zeit zu den Timalien (Timaliidae), wird zurzeit aber in die Familie der Vireos (Vireonidae) gestellt, die vor allem auf dem amerikanischen Doppelkontinent vorkommt. Der Haubenvireo ist die Schwestergruppe aller Vireos der Neuen Welt. Er hat sich vor 12,5 bis 22,5 Millionen Jahren von ihnen getrennt. Da die Trennung von den amerikanischen Vireos schon vor so langer Zeit erfolgte, wurde Mitte 2022 vorgeschlagen den Haubenvireo in eine eigenständige Familie zu klassifizieren, die Erpornithidae.

## Gefährdung
Die IUCN schätzt den Bestand des Haubenvireo als ungefährdet ein. Die Größe der Gesamtpopulation ist unbekannt, wird aber als hoch eingeschätzt. Die Vogelart kommt auch in zahlreichen Schutzgebieten vor.

## Belege
1. 1 2 3 4 5 6 7  N. Collar und C. Robson (2020). White-bellied Erpornis (Erpornis zantholeuca), Version 1.0. In Birds of the World (J. del Hoyo, A. Elliott, J. Sargatal, D. A. Christie und E. de Juana, Hrsg.). Cornell Lab of Ornithology, Ithaca, NY, USA. doi: 10.2173/bow.whbyuh1.01
2. ↑  George Sangster, Alice Cibois und Reddy, Sushma: Pteruthiidae and Erpornithidae (Aves: Corvides): two new family-group names for babbler-like outgroups of the vireos (Vireonidae). Bulletin of the British Ornithologists’ Club, 142(2) : 239-243. doi: 10.25226/bboc.v142i2.2022.a8
3. ↑  Erpornis zantholeuca in der Roten Liste gefährdeter Arten der IUCN 2016. Eingestellt von: BirdLife International, 2016. Abgerufen am 14. November 2022.